# 1492: Conquest of Paradise
1492 – Conquest of Paradise – ścieżka dźwiękowa do filmu 1492. Wyprawa do raju w reżyserii Ridleya Scotta autorstwa Vangelisa wydana w 1992 r. Była to druga (po Łowcy androidów) współpraca obu twórców. Płyta ukazała się z dwiema różnymi okładkami.
30 grudnia 1996 roku płyta uzyskała w Polsce status złotej.

## Lista utworów
1. „Opening” (1:22)
2. „Conquest of Paradise” (4:48)
3. „Monastery of La Rabida” (3:38)
4. „City of Isabel” (2:16)
5. „Light and Shadow” (3:47)
6. „Deliverance” (3:28)
7. „West Across the Ocean Sea” (2:53)
8. „Eternity” (1:59)
9. „Hispanola” (4:56)
10. „Moxica and the Horse” (7:06)
11. „Twenty Eighth Parallel” (5:14)
12. „Pinta, Nina, Santa Maria (Into Eternity)” (13:20)

## Muzycy
- Vangelis – kompozycja, aranżacja, produkcja i wykonanie
- Bruno Manjarres – gitara hiszpańska, głos
- Pepe Martinez – gitara hiszpańska, głos
- Francis Darizcuren – mandolina, wiolonczela
- Didier Malherbe – flet
- Guy Protheroe – śpiew
- English Chamber Choir, dyr. Guy Protheroe – partie chóralne

## Notowania
| Kraj/Region | Pozycja |
| ----------- | ------- |
| Węgry       | 1       |